# Чукур-Аксеки
Чукур-Аксеки (кирг. Чукур-Аксеки) — село в Жумгальском районе Нарынской области Кыргызстана. Входит в состав айылного аймака Чаек.

## География
Село расположено в северо-западной части области, на правом берегу реки Джумгал, у восточной окраины села Чаек, административного центра района.

## История
Населённый пункт получил статус села согласно Закону Кыргызской Республики «Об отнесении некоторых населённых пунктов Баткенской, Джалал-Абадской, Нарынской и Ошской областей Кыргызской Республики к категории айыла (села)» от 21 апреля 2020 года.

## Население
Согласно оценочным данным Национального статистического комитета Кыргызской Республики, численность населения села на начало 2023 года составляла 2840 человек.
| год     | 2021 | 2023 |
| ------- | ---- | ---- |
| человек | 2877 | 2840 |